# Den Blå Port
Den Blå Port er et tidsskrift for litteratur og litteraturkritik. I Den Blå Port udgives nyskreven, nyoversat og genfunden skønlitteratur og litteraturkritik.
Tidsskriftet er udgivet siden 1985, først af Forlaget Rhodos, siden af Forlaget Arena og Athene og nu af Forlaget Vandkunsten.

## Redaktører
| År        | Redaktion                                                              |
| --------- | ---------------------------------------------------------------------- |
| 1985-1989 | Erik Skyum-Nielsen og Søren Ulrik Thomsen                              |
| 1990-1991 | Niels Frank, Pia Juul, Erik Skyum Nielsen og Søren Ulrik Thomsen       |
| 1992-1993 | Niels Frank, Pia Juul, Marianne Stidsen og Morti Vizki                 |
| 1994      | Christina Hesselholdt, Janus Kodal, Jeppe Brixvold og Solvej Balle     |
| 1995-1997 | Christina Hesselholdt og Solvej Balle                                  |
| 1998      | Mette Moestrup og Peter Adolphsen                                      |
| 1999      | Mette Moestrup, Christian Lund og Niels Lyngsø                         |
| 2000      | Mette Moestrup og Niels Lyngsø                                         |
| 2001      | Mette Moestrup og Tue Andersen Nexø                                    |
| 2003-2004 | Tue Andersen Nexø og Lars Skinnebach                                   |
| 2005-2006 | Kristine Kabel, Lone Hørslev, Tue Andersen Nexø og Lars Frost          |
| 2007      | Lars Frost, Kristine Kabel og Nikolaj Zeuthen                          |
| 2008      | Mathilde Walter Clark, Torben Jelsbak og Nikolaj Zeuthen               |
| 2009      | Gitte Broeng, Mathilde Walter Clark, Torben Jelsbak og Nikolaj Zeuthen |
| 2010-2011 | Gitte Broeng, Mathilde Walter Clark og Torben Jelsbak                  |
| 2012      | Josefine Klougart, Olga Ravn og Jonas Rolsted                          |